# Gergny
Gergny es una comuna francesa situada en el departamento de Aisne, de la región de Alta Francia.

## Geografía
Está ubicada a 9 km al norte de Vervins.

## Demografía
| 211 | 197 | 163 | 156 | 150 | 151 | 154 | 131 |
| Para los censos de 1962 a 1999 la población legal corresponde a la población sin duplicidades (Fuente: INSEE [Consultar]) |     |     |     |     |     |     |     |